# Malabarismo

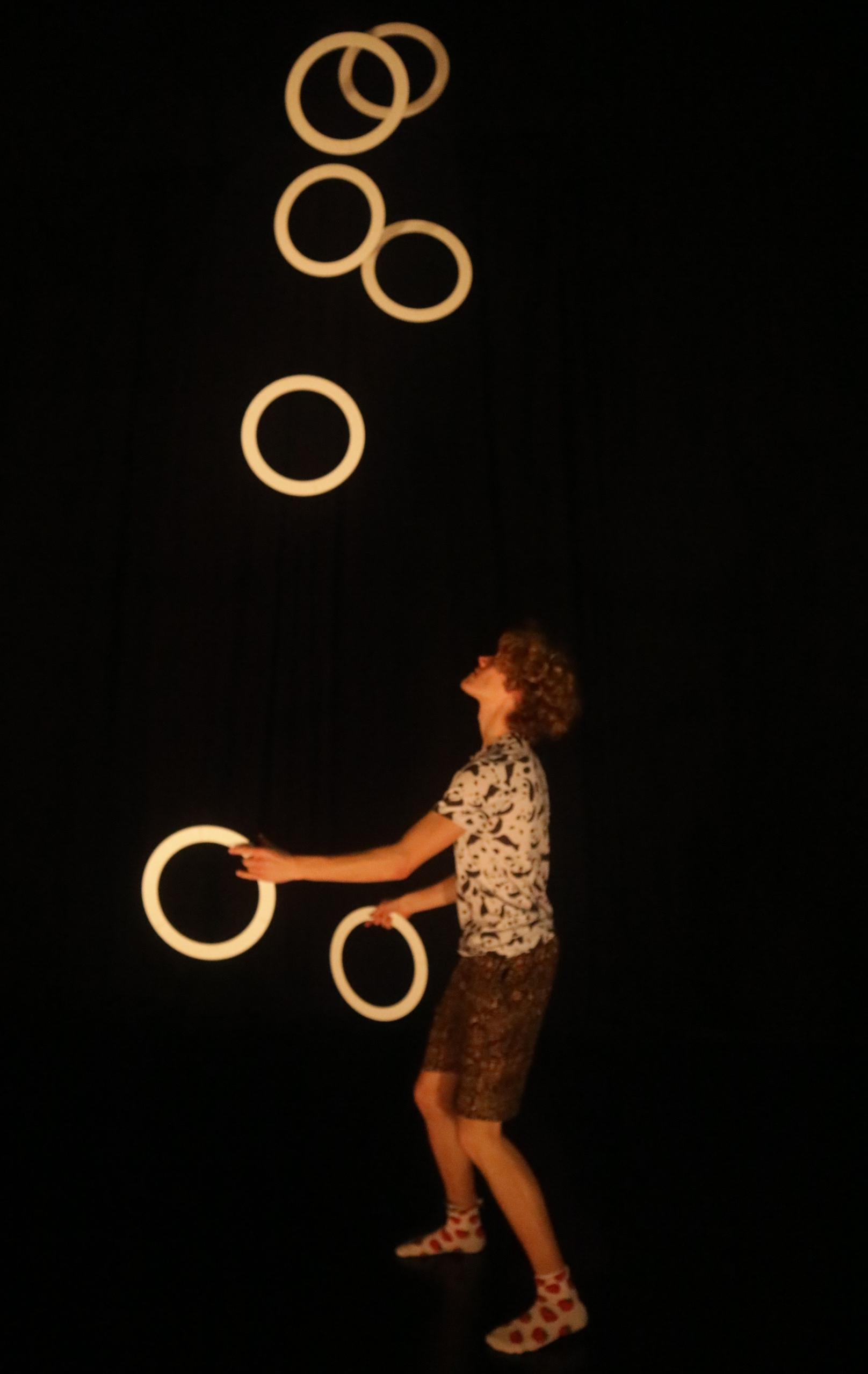
Luca Pferdmenges fazendo malabarismo com 7 argolas

Malabarismo é uma habilidade física, executada com destreza por um malabarista, que envolve a manipulação de objetos por diversão, entretenimento, arte, ou esporte. A forma mais conhecida de malabarismo é o malabarismo de arremesso. O malabarismo pode consistir da manipulação de um ou mais objetos ao mesmo tempo, na maioria das vezes com uma ou ambas as mãos, embora também possam ser usados os pés. Os malabaristas frequentemente se referem aos objetos que eles manipulam como props. Os objetos mais comuns são bolas, claves e argolas. Alguns malabaristas utilizam objetos mais dramáticos, tais como facas, tochas ou motosserras. O termo malabarismo pode se referir frequentemente a outras habilidades de manipulação de outros objetos, tais como diabolo, devil sticks, poi, caixas de cigarros, malabarismo de contato, hooping, ioiô e chapéus.

Na notação siteswap, cada lançamento em cascata é registrado usando o número de bolas. Assim, uma cascata de três bolas é "3".

## Origem
Os registros mais antigos de homens realizando malabarismos remontam do antigo Egito, havendo ainda registros na cultura chinesa, indiana, grega, romana, nórdica, asteca, e polinésia. O termo “malabares” foi adotado da costa do Malabar (região do sudeste da Índia), na qual os habitantes manipulavam objetos com muita destreza

## Recordes
O record para malabarismo com bolas de futebol são cinco simultâneas, tendo sido atingido por diferentes homens em 2006, 2014 e 2015.